# Zeinab (cràter)
Zeinab és un cràter d'impacte en el planeta Venus de 12,5 km de diàmetre. Porta el nom d'un antropònim persa, i el seu nom va ser aprovat per la Unió Astronòmica Internacional el 1997.